# Gundakar z Ditrichštejna
Gundakar kníže z Ditrichštejna (německy Gundakar/Gundacar Fürst von Dietrichstein; 9. prosince 1623, Kremže – 25. ledna 1690 Augsburg, Německo) byl rakouský šlechtic z rodu Ditrichštejnů. Působil ve službách Habsburků a jako dlouholetý nejvyšší štolba (1658–1675) a nejvyšší komorník (1675–1690) patřil za vlády Leopolda I. k vlivným osobnostem císařského dvora ve Vídni. Byl rytířem Řádu zlatého rouna (1672) a v roce 1684 získal titul říšského knížete. Vlastnil statky v Rakousku a v Čechách, jeho zásluhou byl barokně přestavěn zámek v Libochovicích. Zemřel bez potomstva, většina majetku přešla odkazem na mikulovskou větev Ditrichštejnů.

## Kariéra

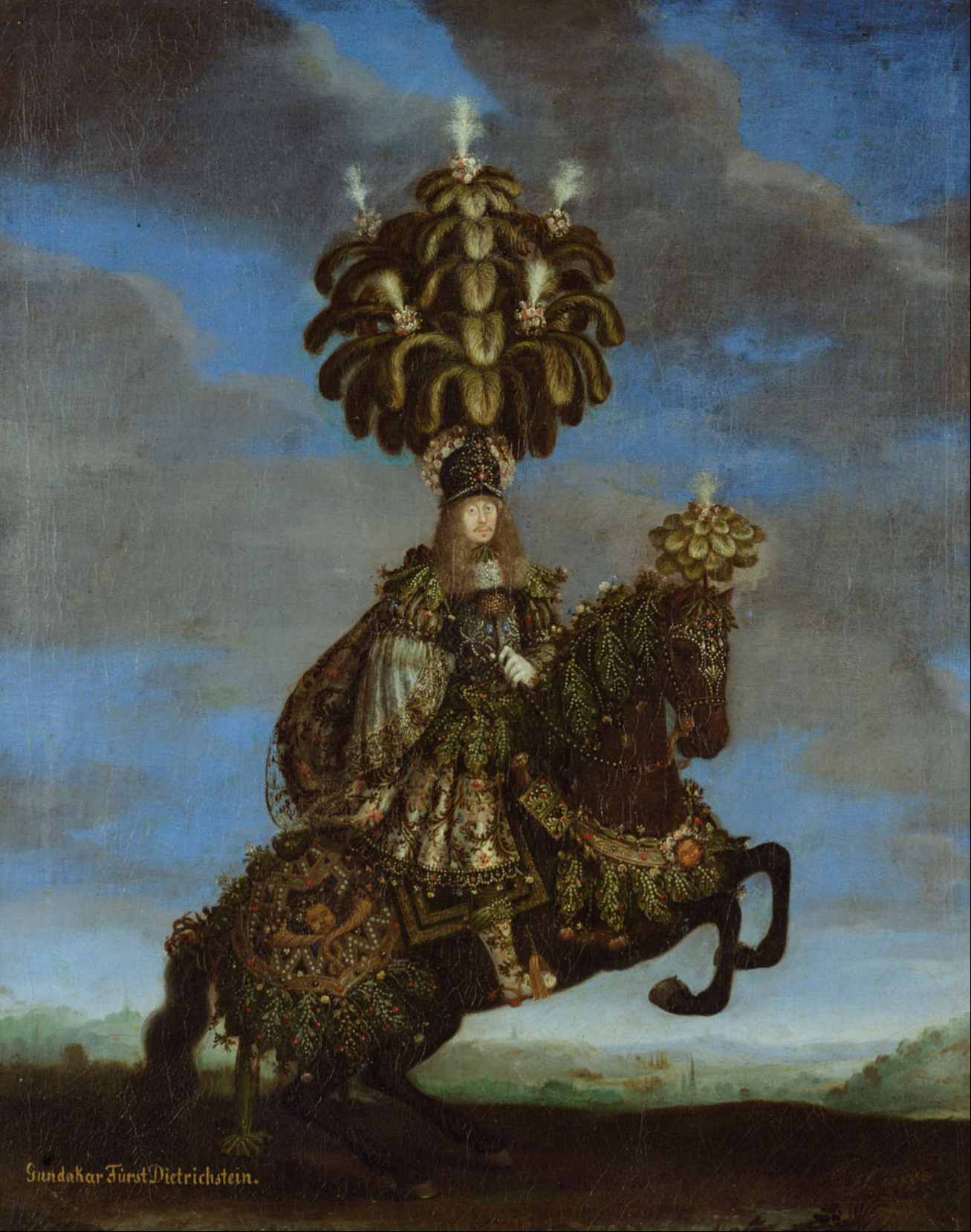
Gundakar z Ditrichštejna v kostýmu určeném pro koňský balet při zásnubách Leopolda I. s Markétou Španělskou (1666)

Patřil k protestantské hollenburské linii rodu a pocházel z početné rodiny Bartoloměje z Ditrichštejna (1579–1635), byl nejmladším z 19 dětí. Z otcova majetku zdědil hrad Abersbach v Dolním Rakousku, po absolvování kavalírské cesty přestoupil na katolickou víru (1650), což mu umožnilo vstoupit do služeb Habsburků a stal se komorníkem arcivévody Leopolda. V roce 1656 byl povýšen na říšského hraběte, téhož roku se stal členem říšské dvorní rady. V letech 1657–1675 byl nejvyšším štolbou císaře Leopolda I., jako přední dvořan se stal také císařským tajným radou. Již v době Leopoldovy korunovace ve Frankfurtu se zařadil mezi vlivné osobnosti dvora a přes třicet let patřil k důležitým císařovým poradcům. O jejich blízkém vztahu svědčí fakt, že Leopold I. jej v korespondenci oslovoval křestním jménem. V letech 1675–1690 byl Gundakar nejvyšším císařským komorníkem. V roce 1672 získal Řád zlatého rouna a v roce 1684 byl povýšen na říšského knížete (protože neměl potomstvo, titul byl udělen pouze pro jeho osobu – ad personam). Zemřel v Augsburgu během korunovace Josefa I. římským králem.

## Majetkové a rodinné poměry

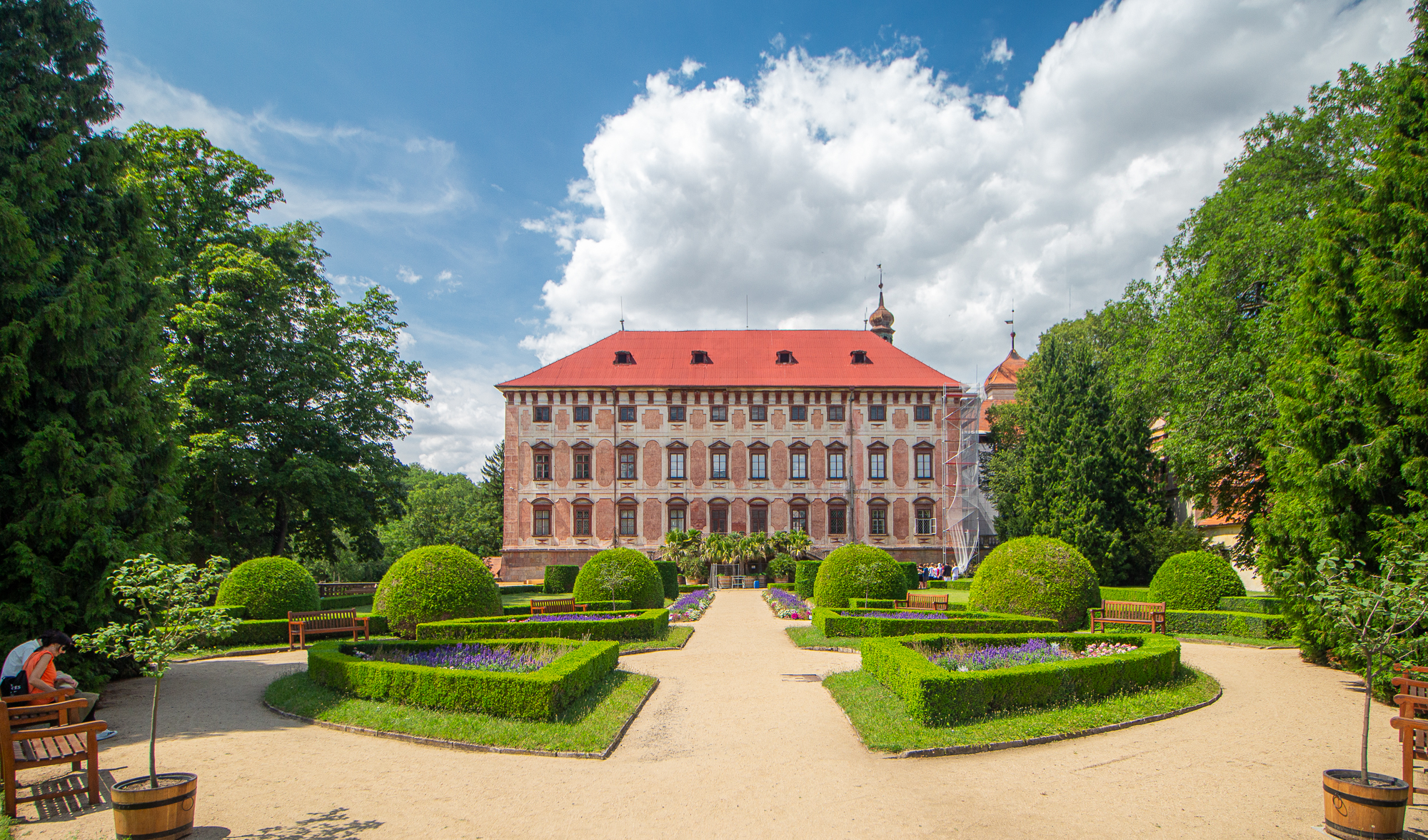
Zámek Libochovice

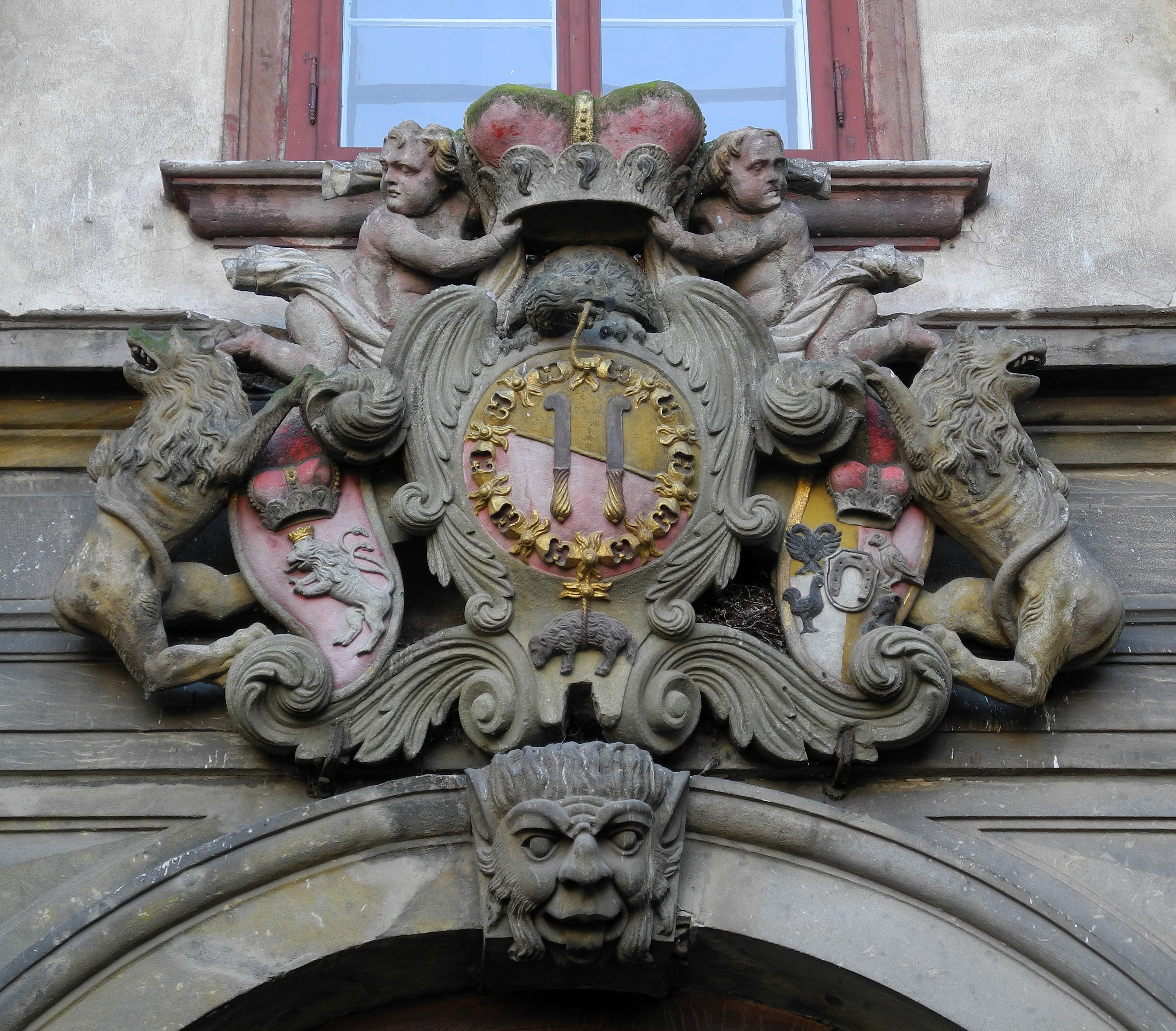
Erb Gundakara z Ditrichštejna a jeho manželek na vstupním portálu zámku v Libochovicích

Z otcovského majetku zdědil hrad a panství Arbesbach v Dolních Rakousích. Jako vysoce postavený dvořan začal budovat své majetkové zázemí, nejprve koupil statek Hollabrunn poblíž rakousko-moravských hranic, poté v roce 1672 získal hrad Merkenstein jižně od Vídně. V roce 1676 koupil od Šternberků za 480 000 zlatých panství Libochovice s hradem Hazmburkem a Budyni nad Ohří v severních Čechách, později přikoupil Žerotín (1678) a další vesnice v okolí. Mezitím ještě v jižních Čechách získal Vlachovo Březí (1680) a také toto panství rozšiřoval nákupy dalších vesnic (Předslavice, Miloňovice, Čepřovice). Po první manželce zdědil v roce 1683 panství Nepomyšl. V Praze koupil v roce 1671 z pozůstalosti nejvyššího písaře Mikuláše z Gerštorfu dům v Loretánské ulici na Hradčanech, který plánoval přestavět na palác podle projektu Franceska Carattiho. K přikoupení sousedních domů a přestavbě na palác došlo až za dalších majitelů.
V letech 1682–1690 podnikl zásadní přestavbu zámku v Libochovicích, který měl i díky nákladné výzdobě interiérů plnit úlohu reprezentačního sídla. Přestavbu vedl Antonio della Porta, který v té době pracoval na nedaleké Roudnici pro rodinu Lobkoviců. Porta projektoval také barokní úpravy zámků v Budyni nad Ohří, Pátku a Nepomyšli, k nim ale z finančních důvodů došlo jen částečně, případně až po Gundakarově smrti.
Jeho první manželkou byla od roku 1657 Alžběta Konstancie z Questenberka (1630–1683), dědička panství Nepomyšl (součástí panství byl zámek Nepomyšl, městečko Kryry a několik vesnic získaných jejím otcem Heřmanem z Questenberka.) Podruhé se oženil v roce 1686 s Marií Kristinou z Trautsonu (1660–1719). Obě manželství zůstala bez potomstva. I když měl Gundakar bližší příbuzné z hollenburské linie, většinu jeho českého a rakouského majetku začleněného do fideikomisu (1689) zdědil tehdy nejvýznamnější představitel rodu, vzdálený bratranec kníže Ferdinand z Ditrichštejna (1636–1698). Z hollenburské větve Gundakarův prasynovec Gundakar Ferdinand (1678–1744) zdědil pouze rakouské panství Arbesbach (v roce 1693 pak získal titul hraběte).